# Kawila
Chao Kawila (Thai: เจ้ากาวิละ, auch Phaya Kawila – พญากาวิละ, * 1742; † 1816) war ein König des Königreichs Lan Na (heute: Nordregion von Thailand). Er regierte zunächst von 1775 bis 1781 in Lampang, anschließend von 1782 bis zu seinem Tode am 3. Februar 1816 in Chiang Mai.

## Vorgeschichte
Während der 200-jährigen Besatzungszeit des heutigen Nordthailand durch die Burmesen, standen die lokalen Könige den Burmesen generell unkooperativ gegenüber. Einige jedoch wussten die burmesische Stärke auszunutzen, wie König Thipchang (Chao Thip Chang – เจ้าทิพย์ช้าง) von Lampang. Mit burmesischer Hilfe konnte er während seiner 27-jährigen Herrschaft (1732–1759) den Status von Lampang stärken. Er sandte den Burmesen Tribut und wurde von ihnen mit dem Titel Phraya Chaisongkhram („siegreich im Krieg“) ausgezeichnet. Sein Nachfolger wurde sein Sohn Prinz Chai Kaeo (เจ้าชายแก้ว), der mit dem Titel Chaofa Singharatchathani ausgezeichnet wurde. Er hatte sieben Söhne, von denen Prinz Kawila seinem Vater nach dessen Tod auf den Thron von Lampang folgte.

## Ende der burmesischen Vorherrschaft
Chao Kawila schloss mit dem Regenten von Chiang Mai, Phraya Chaban (พระยาจ่าบ้าน), eine Allianz mit dem Ziel, die burmesische Unterdrückung zu beenden. Zu jener Zeit diente Lan Na den Burmesen als Basis, von der aus neue Rekruten für die Belagerung von Ayutthaya zwangsverpflichtet wurden. Im Jahr 1771 kam es in Chiang Mai zu einem Aufstand gegen die burmesische Tyrannei. Er wurde angeführt durch Chao Kawila und Phraya Chaban, die nur eine kleine Truppe von 300 schlecht ausgerüsteten Männern befehligten. Der Aufstand konnte von den burmesischen Besatzungstruppen zurückgeschlagen werden, als Vergeltungsmaßnahme wurden die Familien der Anführer ins Gefängnis geworfen.

## Unterstützung aus Siam
Chao Kawila und Phraya Chaban kamen schließlich zu der Einsicht, dass sie alleine nichts ausrichten konnten. So reiste Phraya Chaban nach Thonburi, um König Taksin um Beistand zu bitten. Dieser Schritt war umso schwerwiegender, als Phraya Chaban noch kurze Zeit zuvor Chiang Mai gegen Taksins Truppen verteidigt hatte. Taksin sandte erneut Truppen, die unter der Führung von Thong Duang in nur 17 Tagen bis Thoen vorrücken konnten. Nachdem der burmesische Statthalter hingerichtet worden war, konnte 1774 Chiang Mai von den Siamesen eingenommen werden. Taksin verlieh Phraya Chaban den Titel Luang Wachiraprakan Kamphaengphet und ernannte ihn zum Herrscher von Chiang Mai. Kawila wurde zum Herrscher von Lampang ernannt, wo er von seinen sechs Brüdern unterstützt wieder eine starke Stadt aufbauen konnte. Auf dem Rückweg nach Thonburi wurde König Taksin die Nichte von Kawila als Nebenfrau angeboten, etwa gleichzeitig wurde Kawilas jüngere Schwester die Nebenfrau von Chaophraya Surasi, dem jüngeren Bruder des späteren ersten Königs der Chakri-Dynastie. Dies stärkte die Verbindung und die Macht der „Sieben Brüder“ (Chao Chet Thon), die die nach ihnen benannte Dynastie gründeten. Kawila konnte in den folgenden Jahren alle anderen Herrscher von Lan Na überzeugen, sich zur Loyalität Siam gegenüber zu verpflichten.

## König von Chiang Mai
Nachdem Phraya Chaban gestorben war, wurde Chao Kawila 1782 vom König Puttha Yotfa Chulalok (Rama I.) zum Phraya Watchiraprakan (พระยาวชิร ปราการ) und damit zum König von Chiang Mai ernannt. Kawila hielt seine Residenz zunächst noch in Lampang, erst am 17. März 1797 begab er sich in Begleitung von zwei seiner Brüder nach Chiang Mai. Am 26. März kam er im Wat Buppharam an. Von dort aus führte er den alten Brauch der Lan-Na-Könige durch, indem er die Stadt umrundete. Er brachte seine Ehrerbietung der Buddha-Statue des Wat Chiang Yuen dar, bevor er zur Mittagszeit durch das Pratu Chang Pueak (Das Stadttor des Weißen Elefanten) die Stadt betrat. Vor dem Wat Chiang Man rastete er eine Nacht, erst dann betrat er den Königlichen Palast.

## Wiederaufbau von Chiang Mai
In den folgenden Jahren stabilisierte und sicherte er die zunächst fast menschenleere Stadt Chiang Mai. Er siedelte einige Hundert Menschen aus Lampang südlich und östlich der Stadt an. Zum Schutz errichtete er einen Erdwall, der noch heute an der Thanon Kamphaengdin (Erdwall-Straße) stellenweise erhalten ist. Auch die Stadtmauer aus Ziegeln rund um die alte Stadt sowie die Stadtkanäle wurden erneuert. Heilige Stätten, wie zum Beispiel das Chang-Phueak-Denkmal (Denkmal der Weißen Elefanten) und die Löwen-Figuren des Khuang Singh sowie die Einsiedler-Statue des Suthep im Wat Phra That Doi Suthep wurden restauriert, ebenso eine Vielzahl an buddhistischen Tempeln.

## Ende und Nachfolge von Kawila
Am 30. Januar 1816 wurde der König schwer krank. Am Donnerstag, dem 3. Februar starb König Kawila im Alter von 74 Jahren an einem Fieber. Sein Nachfolger war sein Bruder Chao Noi Thammalangka, der dritte Sohn von Chao Chai Kaeo. Dieser war bereits seit 1774 Phraya Ratchawong von Lampang. Im Jahr 1782 wurde er zum Uparat („Vizekönig“) von Chiang Mai ernannt.